# 生きた労働
生きた労働（いきたろうどう）とは、マルクス経済学の用語であり、生産手段に対して人間が直接行使する労働である。

## 概要
「人間の頭脳、筋肉、神経、手などの生産的支出」と表現される（資本論第一章第二節）。生きた労働は、蓄積された労働をふやすための手段の一つとされる。
対義語は死んだ労働。類義語として可変資本がある。生きた労働は労働力の使用価値であり、それ自体は価値ではない。